# Dirk Eigenbrodt
Dirk Eigenbrodt (ur. 10 kwietnia 1969 we Frankfurcie) – niemiecki bokser, mistrz Europy z 1993 oraz medalista mistrzostw świata z Budapesztu.

## Kariera amatorska
W 1993 roku zdobył złoty medal podczas mistrzostw Europy w Bursie. W finale pokonał Aleksandra Lebziaka.
W 1997 roku zdobył brązowy medal podczas mistrzostw świata w Budapeszcie. W półfinale przegrał z Węgrem Zsoltem Erdeiem, który zdobył złoty medal.